# 박진석 (야구인)
박진석(1968년 1월 8일 ~)은 대한민국의 전 야구 선수다.

## 출신 학교
- 군산상일고등학교
- 원광대학교

## 등번호
- 11 (1991-1992, 1994-1998)
- 1 (1999)
- 29 (2000)